# Angiotenzinogen

Schema postupného štěpení angiotenzinogenu na angiotenzinogen I, angiotenzinogen II, III a IV.

Angiotenzinogen je bílkovina produkovaná játry, která se účinkem enzymu reninu štěpí na angiotenzin I. Ten se dále štěpí účinkem angiotenzin konvertujícího enzymu na angiotenzin II, který zvyšuje krevní tlak vasokonstrikcí tepének a stimuluje produkci aldosteronu v kůře nadledvin. Angiotenzinogen stojí na začátku tzv. renin-angiotensinového systému, který se podílí na regulaci krevního tlaku a objemu krve v krevním oběhu.
Je to α2-globulin o molekulové hmotnosti 60 000. Je syntetizován v játrech, přičemž jeho tvorbu stimulují glukokortikoidy a estrogeny. Enzym renin, produkovaný juxtaglomerulárními buňkami ledvin, je endopeptidáza, která z řetězce aminokyselin odděluje odděluje oligopeptid o sekvenci Asp-Arg-Val-Tyr-Ile-His-Pro-Phe-His-Leu, zvaný angiotenzin I.